# Smalltown Boy
Smalltown Boy ist ein Lied der britischen Gruppe Bronski Beat. Die Synthie-Pop-Ballade wurde von Jimmy Somerville, Larry Steinbachek und Steve Bronski geschrieben, wurde im Mai 1984 als Single veröffentlicht und bedeutete mit Platz drei der UK Top 40 den ersten Top-Ten-Hit für Bronski Beat.

## Text und Musik
Der Text handelt von einem Jungen, der sein Elternhaus verlässt, nachdem er sich zu seiner Homosexualität bekannt hat und sich von seinen Eltern nicht verstanden fühlt. Dabei wählte Bronski Beat die Sicht eines Außenstehenden, der teilweise über das Schicksal des Protagonisten berichtet und teilweise mit ihm über sein Schicksal spricht. Die Geschichte hat autobiografische Elemente, weil Jimmy Somerville selber seiner Heimatstadt Glasgow den Rücken gekehrt hatte, da er sich wegen seiner Homosexualität dort nicht mehr wohl gefühlt hatte.
Charakteristisch für das Lied ist die einprägsame Melodie der Einleitung, die von der sanften Stimme des Erzählers begleitet wird. Diese steigert sich in ein geisterhaftes Wehklagen und erst nach einer nochmaligen Wiederholung des Einleitungs-Themas beginnen die eigentlichen Strophen. Das Lied ist „von Giorgio Moroders Roboterbeats“ inspiriert. Zu Smalltown Boy wurden zwei Musikvideos gedreht. Die Version für den englischen Markt war homosexuell konnotiert, während die Fassung für den US-amerikanischen Markt auf diese Elemente verzichtete und sich ausdrücklich heterosexuell präsentierte.

## Veröffentlichung
Die Single wurde im Mai 1984 als Single in einer 3min 58s langen Version mit der B-Seite Memories veröffentlicht. Sie erreichte in den Niederlanden und Belgien Platz eins sowie in Deutschland und Großbritannien Platz drei der Charts. In Kanada wurde der Song mit der Goldene Schallplatte und in Großbritannien mit Silber ausgezeichnet. Es folgten weitere Versionen des Liedes, unter anderem eine Maxi mit rund neun Minuten Länge. Auf dem im Herbst erschienenen Debütalbum von Bronski Beat The Age of Consent war eine Albumversion von mehr als fünf Minuten Spieldauer enthalten. 1991 erschien ein Remix des Liedes, der in den UK-Top-40 Platz 32 erreichte.

## Kommerzieller Erfolg

### Chartplatzierungen
| ChartsChartplatzierungen       | Höchstplatzierung | Wochen |
| ------------------------------ | ----------------- | ------ |
| Deutschland (GfK)              | 3 (20 Wo.)        | 20     |
| Schweiz (IFPI)                 | 2 (14 Wo.)        | 14     |
| Vereinigte Staaten (Billboard) | 48 (16 Wo.)       | 16     |
| Vereinigtes Königreich (OCC)   | 3 (35 Wo.)        | 35     |

| ChartsJahrescharts (1984) | Platzierung |
| ------------------------- | ----------- |
| Deutschland (GfK)         | 11          |
| Schweiz (IFPI)            | 13          |

| ChartsChartplatzierungen     | Höchstplatzierung | Wochen |
| ---------------------------- | ----------------- | ------ |
| Deutschland (GfK)            | 28 (9 Wo.)        | 9      |
| Vereinigtes Königreich (OCC) | 32 (4 Wo.)        | 4      |

## Auszeichnungen für Musikverkäufe
| Land/Region                  | Auszeichnungen für Musikverkäufe (Land/Region, Auszeichnung, Verkäufe) | Verkäufe  |
| ---------------------------- | ---------------------------------------------------------------------- | --------- |
| Dänemark (IFPI)              | Gold                                                                   | 45.000    |
| Italien (FIMI)               | Platin                                                                 | 100.000   |
| Kanada (MC)                  | Gold                                                                   | 50.000    |
| Spanien (Promusicae)         | Gold                                                                   | 30.000    |
| Vereinigtes Königreich (BPI) | 2× Platin                                                              | 1.200.000 |
| Insgesamt                    | 3× Gold · 3× Platin ·                                                  | 1.425.000 |

## Coverversionen (Auswahl)
Das Lied Smalltown Boy wurde deutlich über 50 mal von verschiedenen Musikgruppen und Interpreten international gecovert, darunter von:
- 1984: James Last (Orchesterversion)
- 1992: Plastic Noise Experience
- 1996: Depressive Age
- 2002: Paradise Lost
- 2005: Stefano Prada
- 2006: Supermode (Tell Me Why)
- 2008: Atrocity
- 2008: September (Cry for You)
- 2009: And One (Live-Version)
- 2010: Delain
- 2010: Sharon Corr (Dream of You)
- 2011: B.E.F. feat. Billy Godfrey
- 2012: Oomph! (Kleinstadtboy)
- 2013: Deadlock
- 2013: Dido
- 2013: Cornerstone
- 2015: Brandon Flowers (I Can Change)
- 2015: Kate Ryan (Runaway)
- 2021: Alex Christensen & The Berlin Orchestra feat. Ronan Keating
- 2023: Mark Forster (Genug)[19]